# Ralph Lewis
Ralph Percy Lewis (8 de outubro de 1872 – 4 de dezembro de 1937) foi um ator estadunidense da era do cinema mudo.
Natural de Chicago, Illinois, Lewis atuou em 160 filmes entre 1912 e 1938. Foi casado com a atriz Vera Lewis.
Faleceu em Los Angeles, Califórnia, em 1937, após ser atingido por uma limusine, conduzida por um motorista trabalhando para Jack Warner.

## Filmografia selecionada
- The Avenging Conscience (1914)
- The Floor Above (1914)
- The Birth of a Nation (1915)
- The Flying Torpedo (1916)
- The Children Pay (1916)
- The Silent Lie (1917)
- A Tale of Two Cities (1917)
- Revenge (1918)
- The Hoodlum (1919)
- When the Clouds Roll By (1919)
- Eyes of Youth (1919)
- Outside the Law (1920)
- Prisoners of Love (1921)
- Vengeance of the Deep (1923)
- Dante's Inferno (1924)
- Who Cares (1925)
- The Last Edition (1925)
- Shadow of the Law (1926)
- The Bad One (1930)
- Somewhere in Sonora (1933)
- Mystery Liner (1934)